# Temnozaga parilis
Temnozaga parilis là một loài ốc biển, là động vật thân mềm chân bụng sống ở biển thuộc họ Sutilizonidae.